# 学校法人博多学園
学校法人博多学園（がっこうほうじんはかたがくえん）とは、福岡県に本部を置く学校法人。

## 沿革
- 1941年（昭和16年）12月 - 和洋文化女学校として開校。
- 1944年（昭和19年）6月 - 末永実科女学校に校名変更。
- 1946年（昭和21年）4月 - 福岡文化女学校に校名変更。
- 1948年（昭和23年）3月 - 財団法人福岡高等文化女学校に校名変更。
- 1950年（昭和25年）11月 - 福岡文化女子経理専門学校に校名変更。
- 1951年（昭和26年）3月 - 学校法人福岡文化学園設立認可。
- 1952年（昭和27年）3月 - 学制改革により、男女共学の学校法人福岡文化学園博多高等学校として開校。
- 1962年（昭和37年）3月 - 博多高等学校香椎校を開校。
- 1963年（昭和38年）3月 - 博多高等学校を女子校に改め博多女子高等学校に改称し、同時に博多高等学校香椎校を博多高等学校とする。
- 1965年（昭和40年）8月12日 - 学校法人永末学園設立。
- 1966年（昭和41年）4月 - 博多幼稚園設立。
- 1968年（昭和43年）4月 - 博多東幼稚園設立。
- 1972年（昭和47年）4月 - 福岡歯科技工士学院設立。
- 1975年（昭和50年）4月 - 博多南幼稚園設立。
- 1976年（昭和51年）4月 - 博多第一幼稚園設立。
- 1977年（昭和52年）4月 - 宗像第一幼稚園設立。
- 1979年（昭和54年）4月 - 福岡歯科技工専門学校を福岡歯科技術専門学校に改称。博多中央幼稚園設立。
- 1989年（平成元年）4月 - 福岡歯科技術専門学校を福岡医科歯科技術専門学校に改称。
- 1992年（平成4年）4月 - 博多第二幼稚園設立。
- 1993年（平成5年）4月 - 学校法人博多学園に改称。
- 2011年（平成23年）4月 - 福岡医科歯科技術専門学校を博多メディカル専門学校に改称。宗像第一幼稚園を博多のびっこ幼稚園に改称。

## 設置校
- 博多高等学校
- 博多幼稚園
- 博多東幼稚園
- 博多南幼稚園
- 博多第一幼稚園
- 博多のびっこ幼稚園
- 博多中央幼稚園
- 博多第二幼稚園
- 博多メディカル専門学校